# Lista de filmes sobre Martinho Lutero
A vida do reformador da igreja e teólogo Martinho Lutero (1483 - 1546) tem inspirado uma série de adaptações dos eventos da Reforma Protestante, tanto para televisão e cinema. Alguns destes têm sido de grande orçamento, grandes produções de estúdio, enquanto outros foram produzidos por luteranos de igrejas locais.

## Filmes
| Data | Título                                             | Lutero retratado por | Notas |
| ---- | -------------------------------------------------- | -------------------- | --- |
| 1928 | Lutero                                             | Eugen Klöpfer        | Lançado pela Cobb Studios Filmado em Berlim, Alemanha Theodor Loos como Melâncton |
| 1953 | Martin Luther                                      | Niall MacGinnis      | Dirigido por Irving Pichel O Prêmio de academia de nomeações para preto-e-branco fotografia e arte/definir a direção Re-lançado em 2002 em DVD em 4 idiomas.                                               |
| 1973 | Lutero                                             | Stacy Keach          | Uma adaptação cinematográfica da peça de teatro John Osborne: Luther, escrita por Edward Anhalt e lançada pela Cinévision Ltée. Outros atores que participaram: Patrick Magee, Hugh Griffith e Judi Dench. |
| 1981 | Where Luther Walked                                | N/A                  | Um documentário sobre a vida de Martinho Lutero, narrado pelo estudioso Roland Bainton |
| 1983 | Martin Luther, Heretic                             | Jonathan Pryce       | Uma produção da BBC. |
| 2002 | Here I Stand: The Life and Legacy of Martin Luther | Wink Martindale      | Uma biografia do reformador, lançado direto para vídeo por Lathika International Film & Entertainment Inc.                                                                                                 |
| 2003 | Lutero                                             | Joseph Fiennes       | Lançado pela Eikon Film e parcialmente financiado pelo Thrivent Financial for Lutherans. Outros atores que participaram: Alfred Molina, Jonathan Firth, e Peter Ustinov                                    |
| 2017 | Luther: The Life and Legacy of the German Reformer | N/A                  | Lançado por Stephen McCaskell Films. |

## TV
| Data | Título                    | Lutero retratado por | Descrição |
| ---- | ------------------------- | -------------------- | --- |
| 1964 | Martin Luther             | Terry Norris         | Uma adaptação australiana da peça de John Osborne Luther para a televisão                                          |
| 1965 | Play of the Month         | Alec McCowen         | Uma adaptação da BBC da peça de John Osborne Luther para a televisão                                               |
| 1983 | Martin Luther             | Lambert Hamel        | Um documentário alemão dirigido por Rainer Wolffhardt e lançado pela Eikon Film.                                   |
| 2001 | Opening the Door to Luthe | N/A                  | Um caderno de viagem da PBS, organizado por Rick Steves e patrocinado pela Evangelical Lutheran Church in America. |
| 2002 | Martin Luther             | Timothy West         | Parte da séria Empires da PBS. Narrado por Liam Neeson                                                             |